# زاوية سمت الشمس
زاوية سمت الشمس (بالإنجليزية: Solar azimuth angle)‏ هي سمت موضع الشمس، أي زاوية موضع الشمس الأفقية بالنسبة إلى الشمال. يحدد هذا الإحداثي الأفقي الاتجاه النسبي للشمس على طول الأفق المحلي، في حين تحدد زاوية سمت الشمس الرأسية (أو متمم زاوية ارتفاع الشمس) تحدد الارتفاع الظاهري للشمس.

## الإشارة الاصطلاحية والأصل
هناك عدة اصطلاحات للسمت الشمسي؛ ومع ذلك، يُعرف تقليديا على أنه الزاوية بين خط جنوبي مباشر والظل الذي يلقيه قضيب شاقولي على الأرض. تنص هذه الاتفاقية على أن الزاوية تكون موجبة إذا كان الظل شرق الجنوب وسالبة إذا كان غرب الجنوب. على سبيل المثال، يكون الشرق المباشر 90 درجة والغرب المباشر -90 درجة. ويوجد اصطلاح آخر ينص على العكس؛ حيث يكون الأصل أيضًا في الجنوب المباشر، ولكن تُقاس الزوايا في اتجاه عقارب الساعة، بحيث يكون الشرق المباشر الآن سالبًا والغرب الآن موجبًا.
ومع ذلك، وعلى الرغم من التقليد، فإن الاصطلاح الأكثر قبولًا لتحليل التشعيع الشمسي، على سبيل المثال لتطبيقات الطاقة الشمسية، هي اتجاه عقارب الساعة من الشمال المباشر، وبالتالي فإن الشرق هو 90 درجة، والجنوب هو 180 درجة، والغرب هو 270 درجة. هذا هو التعريف الذي يستخدمه المختبر الوطني للطاقة المتجددة في حاسبات موضع الشمس الخاصة به وهو أيضًا الاتفاقية المستخدمة في الصيغ المقدمة هنا. ومع ذلك، فإن صور لاندسات ومنتجات هيئة المسح الجيولوجي الأمريكية (USGS) الأخرى، في حين تحدد أيضًا السُّمُوت بالنسبة إلى الشمال المباشر، تأخذ الزوايا المعاكسة لاتجاه عقارب الساعة على أنها سالبة.

## الصيغ المثلثية الاصطلاحية
تفترض الصيغ التالية اصطلاح اتجاه عقارب الساعة نحو الشمال. يمكن حساب زاوية سمت الشمس إلى تقريب جيد باستخدام الصيغة التالية، ومع ذلك يجب تفسير الزوايا بعناية لأن قوس الجيب، أي x = sin−1 y أو x = arcsin y، له حلول متعددة، واحد منها فقط سيكون صحيحًا.
{\displaystyle \sin \phi _{\mathrm {s} }={\frac {-\sin h\cos \delta }{\sin \theta _{\mathrm {s} }}}.}
يمكن أيضًا استخدام الصيغ التالية لتقريب زاوية سمت الشمس، ولكن هذه الصيغ تستخدم جيب التمام، وبالتالي فإن زاوية السمت كما هو موضح باستخدام الآلة الحاسبة ستكون دائمًا موجبة، ويجب تفسيرها على أنها الزاوية بين الصفر و180 درجة عندما تكون الزاوية الساعية h سالبة (الصباح) والزاوية بين 180 و360 درجة عندما تكون الزاوية الساعية h موجبة (بعد الظهر). (هاتان الصيغتان متكافئتان إذا افترضنا صيغة تقريب "زاوية ارتفاع الشمس").
{\displaystyle {\begin{aligned}\cos \phi _{\mathrm {s} }&={\frac {\sin \delta \cos \Phi -\cos h\cos \delta \sin \Phi }{\sin \theta _{\mathrm {s} }}}\\[5pt]\cos \phi _{\mathrm {s} }&={\frac {\sin \delta -\cos \theta _{\mathrm {s} }\sin \Phi }{\sin \theta _{\mathrm {s} }\cos \Phi }}.\end{aligned}}}
لذا، من الناحية العملية، يمكن حساب سمت البوصلة، وهو القيمة العملية المستخدمة في كل مكان (على سبيل المثال في شركات الطيران كما يسمى المسار) على البوصلة (حيث الشمال 0 درجة، والشرق 90 درجة، والجنوب 180 درجة، والغرب 270 درجة) على النحو التالي:
{\displaystyle {\text{compass }}\phi _{\mathrm {s} }=360-\phi _{\mathrm {s} }.}
تستخدم الصيغ المصطلحات التالية:
- {\displaystyle \phi _{\mathrm {s} }} هي زاوية سمت شمس
- {\displaystyle \theta _{\mathrm {s} }} هي زاوية سمت الشمس الرأسية
- {\displaystyle h} هي الزاوية الساعية بالتوقيت الشمسي المحلي
- {\displaystyle \delta } هو ميل الشمس الحالي
- {\displaystyle \Phi } هو العرض الجغرافي المحلي

بالإضافة إلى ذلك، فإن قسمة صيغة الجيب أعلاه على صيغة جيب التمام الأولى يعطينا صيغة الظل كما تستخدم في «الجدول الفلكي البحري» (The Nautical Almanac).

## الصيغة المبنية على النقطة تحت الشمس وقوس الظل ثنائي العمدة

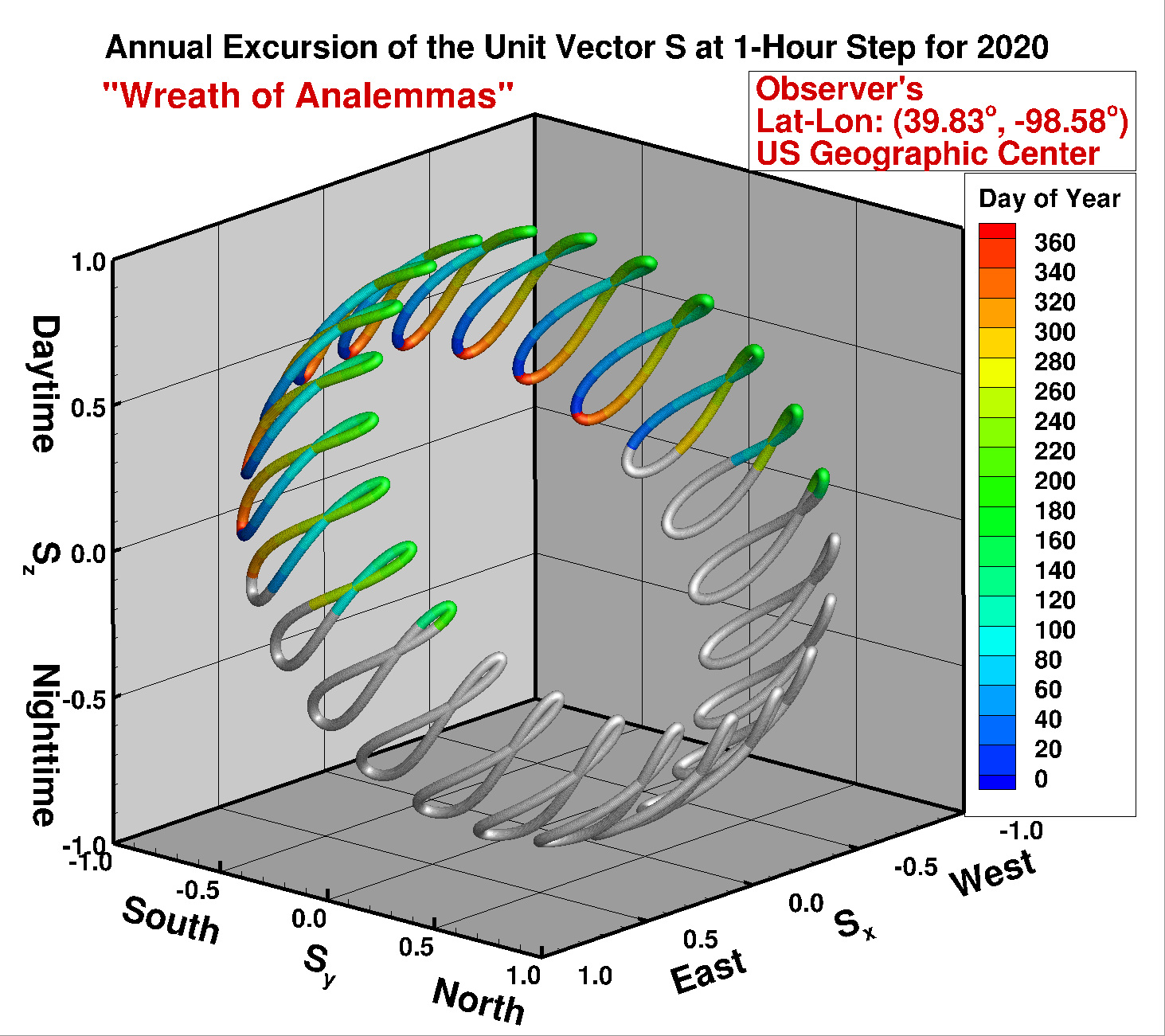
"إكليل مخططات ميل الشمس". الرحلة السنوية لموضع الشمس التي يحددها الثلاثي, و على خطوة ساعة واحدة كما يُرى من المركز الجغرافي للولايات المتحدة المتجاورة. الجزء الرمادي يشير إلى أن الوقت ليلاً.

يقدم منشور عام 2021 طريقة تستخدم صيغة سمت الشمس بناءً على النقطة تحت الشمس ودالة قوس الظل ثنائي العمدة، كما هو محدد في فورتران 90، والتي تقدم حلاً لا لبس فيه دون الحاجة إلى معالجة ظرفية. النقطة تحت الشمس هي النقطة على سطح الأرض حيث تكون الشمس في الأعلى.
تحسب الطريقة أولاً ميل الشمس ومعادلة التوقيت باستخدام المعادلات من التقويم الفلكي (The Astronomical Almanac)، ثم تعطي المركبات x وy وz لمتجه الوحدة الذي يشير إلى الشمس، من خلال تحليل المتجهات بدلاً من حساب المثلثات الكروية، على النحو التالي:
{\displaystyle {\begin{aligned}\phi _{s}&=\delta ,\\\lambda _{s}&=-15(T_{\mathrm {GMT} }-12+E_{\mathrm {min} }/60),\\S_{x}&=\cos \phi _{s}\sin(\lambda _{s}-\lambda _{o}),\\S_{y}&=\cos \phi _{o}\sin \phi _{s}-\sin \phi _{o}\cos \phi _{s}\cos(\lambda _{s}-\lambda _{o}),\\S_{z}&=\sin \phi _{o}\sin \phi _{s}+\cos \phi _{o}\cos \phi _{s}\cos(\lambda _{s}-\lambda _{o}).\end{aligned}}}
حيث:
- {\displaystyle \delta } هو ميل الشمس،
- {\displaystyle \phi _{s}} هو العرض الجغرافي للنقطة تحت الشمس،
- {\displaystyle \lambda _{s}} هو الطول الجغرافي للنقطة تحت الشمس،
- {\displaystyle T_{\mathrm {GMT} }} هو توقيت غرينتش المتوسط أو UTC،
- {\displaystyle E_{\mathrm {min} }} هي معادلة التوقيت بالدقائق،
- {\displaystyle \phi _{o}} هو العرض الجغرافي للراصد،
- {\displaystyle \lambda _{o}} هو الطول الجغرافي للراصد،
- {\displaystyle S_{x},S_{y},S_{z}} هي المركبات x وy وz لمتجه الوحدة المشير نحو الشمس على التوالي. تشير محاور x وy وz لنظام الإحداثيات إلى الشرق والشمال والأعلى، على الترتيب.

ويمكن إظهار ذلك أن {\displaystyle S_{x}^{2}+S_{y}^{2}+S_{z}^{2}=1} . باستخدام الإعداد الرياضي أعلاه، تكون زاوية سمت الشمس الرأسية وزاوية سمت الشمس ببساطة:
{\displaystyle Z=\mathrm {acos} (S_{z})} ,
{\displaystyle \gamma _{s}=\mathrm {atan2} (-S_{x},-S_{y})} . (اصطلاح اتجاه عقارب الساعة من الجنوب)
حيث:
- {\displaystyle Z} هي زاوية سمت الشمس الرأسية،
- {\displaystyle \gamma _{s}} هي زاوية سمت الشمس وفقًا لاصطلاح اتجاه عقارب الساعة من الجنوب.

إذا كان المرء يفضل اصطلاح اتجاه عقارب الساعة من الجنوب، أو اصطلاح عكس اتجاه عقارب الساعة من الشرق، فإن الصيغ هي:
{\displaystyle \gamma _{s}=\mathrm {atan2} (S_{x},S_{y})} (اتفاقية اتجاه عقارب الساعة من الشمال)
{\displaystyle \gamma _{s}=\mathrm {atan2} (S_{y},S_{x})} . (اتفاقية عكس اتجاه عقارب الساعة من الشرق)
وأخيرا، قيم {\displaystyle S_{x}}, {\displaystyle S_{y}} و {\displaystyle S_{z}} يمكن تمثيل خطوة ساعة واحدة لمدة عام كامل في رسم ثلاثي الأبعاد لـ"إكليل مخططات ميل الشمس" على شكل تصوير بياني لجميع المواضع المحتملة للشمس بدلالة زاوية سمت الشمس وزاوية سمت الشمس الرأسية لأي موقع معين. يرجى الرجوع إلى مسار الشمس للحصول على رسوم مماثلة لمواقع أخرى.